# 외브레에이케르

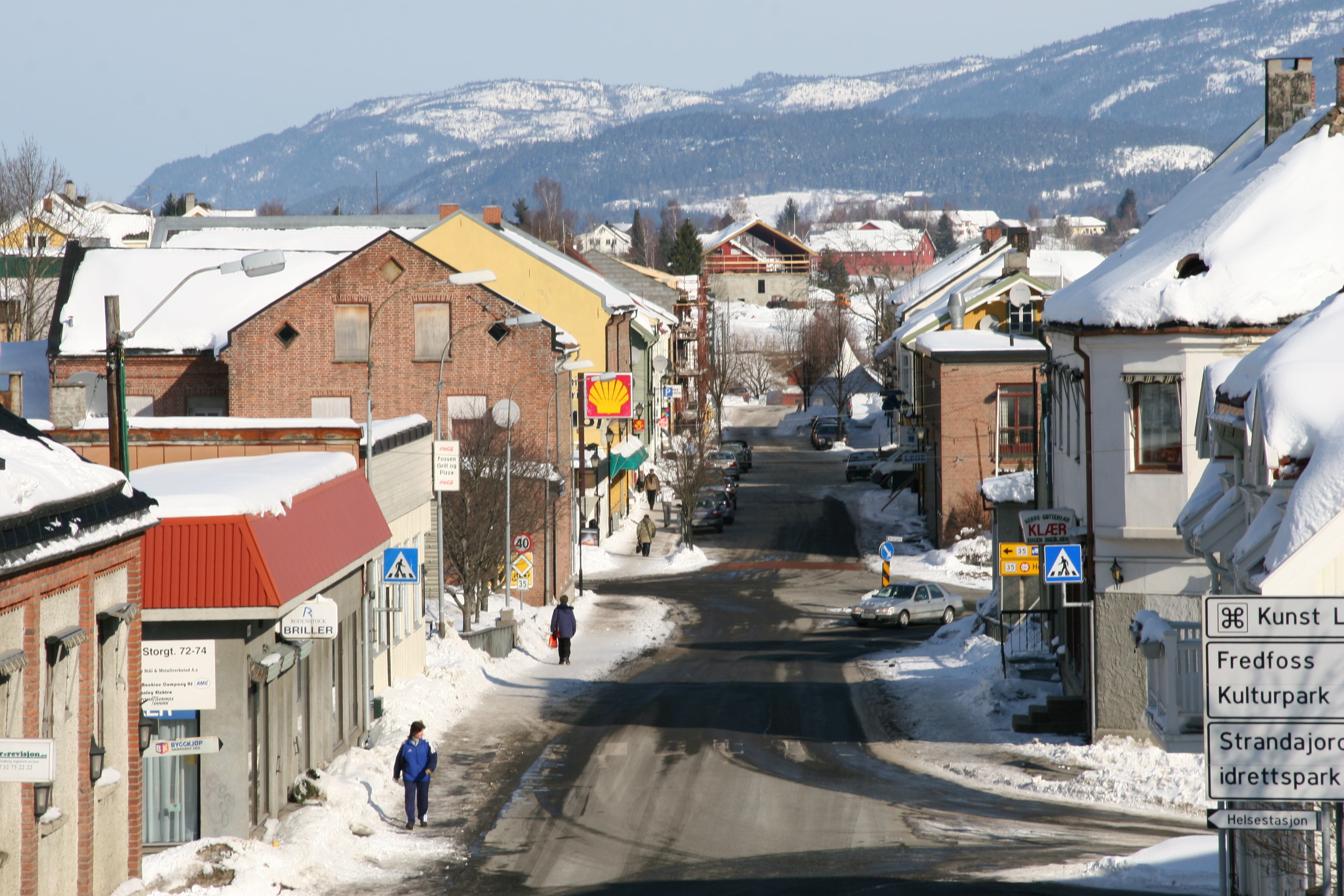
외브레에이케르

외브레에이케르의 위치

외브레에이케르(노르웨이어: Øvre Eiker)는 노르웨이 부스케루주의 도시이자 지방 자치체로 행정 중심지는 호크순이며 면적은 457km2, 인구는 15,633명(2005년 기준), 인구 밀도는 37명/km2이다.

시 문장

## 자매 도시
- 덴마크 케르테미네 시
- 스웨덴 울리세함 시
- 핀란드 렘팰래